# Armata de la Dunăre
Armata de la Dunăre (Armée du Danube, AD) este o unitate a Armatei Franceze, care a luptat în timpul Primului Război Mondial pe Frontul de Est între 1918 și 1919. După armistițiu, unitățile Armatei Franceze din Orient, comandate de generalul Franchet d'Esperey au fost împărțite în trei grupuri, compuse din divizii cu efective reduse, care au efectuat acțiuni militare între sfârșitul anului 1918 și începutul anului 1920, în Ungaria, în Rusia și în Turcia.

## Înființare și denumiri diferite
- 11 august 1916: începând din 11 august 1916, forțele franceze din l’armée d'Orient (AO) au constituit Armata Franceză din Orient (AFO). AFO se afla sub ordinele comandamentului Armatei Aliate din Orient (CAA).
- 1919: AFO devine Armata din Ungaria pe 1 martie 1919, până la 31 august 1919, data dizolvării sale, după care Armata de la Dunăre primește, la 10 septembrie 1919, numele de Armata Franceză din Orient (a doua formare a AFO).[1] După armistițiu, unitățile Armatei din Orient, comandate de Franchet d'Esperey, au fost dispuse în trei grupuri, compuse din divizii cu efective reduse, care au avut misiuni între sfârșitul anului 1918 și începutul anului 1920, în Ungaria, în Rusia și în Turcia:[2]
  - Armata de la Dunăre (AD): forțele de dreapta ale Armatei Franceze din Orient, staționate pe Dunăre la 11 noiembrie 1918 și comandate de generalul Berthelot, au primit denumirea de „Armata de la Dunăre”.
  - Armata din Ungaria (AH): forțele staționate în partea de sud a Ungariei, sub comanda generalului Paul de Lobit, au primit denumirea de „Armata din Ungaria” pe 14 martie 1919.
  - corpul de ocupație din Turcia, apoi corpul expediționar de ocupație al Constantinopolului (COC)
- 1920, postul lui Franchet d'Esperey a fost desființat în mod oficial, la cererea acestuia, și Armata din Orient a fost redusă doar la COC.

Acronime:
- CEO: corps expéditionnaire d’Orient
- CED: corps expéditionnaire des Dardanelles
- AO: armée d’Orient (toate armatele franceze din Orient)
- AFO: armée française d’Orient
- CAA: commandement des armées alliées en Orient
- AAO: armées alliées en Orien
- AH: armée de Hongrie
- AD: armée du Danube
- COC: corps expéditionnaire d’occupation de Constantinople

## Comandanți
- 28 octombrie 1918: generalul Berthelot
  - șef de stat major: locotenent-colonelul Caput
- 5 mai 1919: generalul Jean César Graziani
  - șef de stat major: colonelul Bauby

## Istoria garnizoanelor, campaniilor și bătăliilor

### 1918
- Sfârșitul lunii octombrie: concentrare la Rusciuc, Plevna, Tărnovo.
- 30 octombrie: Armistițiul cu Turcia
- 4 noiembrie: Armistițiul cu Austro-Ungaria
- 10 noiembrie: Lupte la Giergevo, Șistov și Nicopole; trecerea Dunării și înaintarea către București.
- 11 noiembrie: Armistițiul cu Germania; întoarcerea pe frontul Riou-Șistov.
- Sfârșitul lunii decembrie: deplasare în sudul Rusiei a unor trupe franceze și aliate sub comanda generalului d'Anselme.

### 1919
- aprilie: Evacuarea Odesei și Sevastopolului; regrupare și ocupare a unui sector pe Nistru.
- 10 septembrie: Armata de la Dunăre devine Armata Franceză din Orient (AFO)

## Componența Armatei de la Dunăre (AD)
- Infanterie
  - Grupul generalului d'Anselme
    - Divizia 16 infanterie colonială
    - Divizia din Arhipelag al Armatei Grecești

  - Divizia 30 infanterie
  - Divizia 76 infanterie
  - Divizia 156 infanterie (decembrie 1918)
  - O divizie britanică (până la 15 decembrie 1918)
  - Unități române
- Cavalerie
  - 1 regiment de spahii marocani
  - O divizie de cavalerie poloneză
- Artilerie: 
  - Două grupuri de 155 C Schneider
- Aviație: 
  - Trei escadrile de vânătoare

## Comandamentul Armatei Aliate din Orient (CAA)
- 17 iunie 1918: generalul Franchet d'Espèrey